# Programme nucléaire du Royaume-Uni
Ne doit pas être confondu avec Arsenal nucléaire du Royaume-Uni.
Le Programme nucléaire du Royaume-Uni, l'un des premiers au monde historiquement, voit l'inauguration d'une première centrale nucléaire en 1956, et fournissait en 2021 14,8% de l'électricité produite au Royaume-Uni. Le parc nucléaire du royaume comprend, en 2023, 9 réacteurs nucléaires opérationnels répartis sur 4 sites. Le combustible nucléaire est retraité dans l'usine de Sellafield (anciennement Windscale). Fin 2010, le gouvernement a donné son feu vert pour le lancement de projets privés de nouvelles centrales nucléaires dont la construction du premier réacteur, l’EPR d’Hinkley Point C 1, débute officiellement en décembre 2018.
Pour un article plus général, voir Énergie au Royaume-Uni#Nucléaire.

## Historique

Production d'électricité au Royaume-Uni de 1985 à 2020. Le nucléaire apparaît en vert.

Le Royaume-Uni a été un pionnier dans l'utilisation de l'énergie nucléaire. La centrale de Calder Hall, inaugurée en 1956, est généralement considérée comme la première centrale nucléaire commerciale et, jusqu'en 1969, le parc nucléaire britannique était le plus important au monde. À son maximum en 1997, l'énergie nucléaire contribuait à la production de 26 % de l'électricité du royaume. Depuis lors, du fait du vieillissement du parc, un certain nombre de réacteurs ont été mis à l'arrêt, et en 2009, la proportion d'électricité d'origine nucléaire était passée à environ 16 %. Tous les réacteurs Magnox sont arrêtés définitivement (le dernier en 2015) et les premiers réacteurs AGR mis en service ont plus de 40 années d’exploitation.
Le réacteur REP de Sizewell B, est le dernier réacteur à être mis en service ; il a été couplé au réseau pour la première fois en février 1995.
EDF Energy exploite les huit centrales nucléaires électrogènes en service au Royaume-Uni, pour une capacité totale de près de 9 000 mégawatts.
Le Royaume-Uni établit dans les années 2000 un programme de construction de nouvelles centrales nucléaires, ayant notamment pour objectif de rendre son mix électrique plus économique, fiable et propre et de réduire considérablement ses émissions de CO2.
En octobre 2010, le gouvernement britannique a donné son feu vert pour permettre aux investisseurs privés de construire jusqu'à huit nouvelles centrales nucléaires. Toutefois, le gouvernement écossais, avec le soutien de son parlement, a déclaré qu'aucune de ces nouvelles centrales nucléaires ne pourra être construite en Écosse.
En mars 2012, EON et RWE ont annoncé qu'ils se retiraient des projets nucléaires du Royaume-Uni. En novembre 2012, Hitachi rachète « Horizon Nuclear Power » la joint-venture créée par E.ON et RWE qui travaillait sur plusieurs projets de centrales nucléaires (site de la centrale nucléaire d'Oldbury et site de la centrale nucléaire de Wylfa). En janvier 2019 Hitachi gèle le projet, faute d’accord commercial avec le gouvernement britannique.
En décembre 2018 et en décembre 2019, EDF Energy a lancé la construction des deux réacteurs EPR d'Hinkley Point C 1 et C 2, et projette la construction de deux autres réacteurs EPR sur le site nucléaire de Sizewell.

## Réglementation / Sûreté

### Organismes réglementaires
Toutes les installations nucléaires du Royaume-Uni sont supervisées par l'Office for Nuclear Regulation (ONR) (« l'autorité de sûreté britannique »). La mission de l'ONR est d'assurer la protection des personnes et de la société contre les dangers de l'industrie nucléaire. Ce bureau est responsable de toute la réglementation du secteur nucléaire Royaume-Uni, il a été créé le 1er avril 2011, c'est une agence du Health & Safety Executive (HSE).
Au Royaume-Uni, le HSE est responsable de toutes les questions liées à la santé et à la sécurité. C'est un organisme de réglementation indépendant.
Le démantèlement des installations nucléaires britanniques est assuré par la Nuclear Decommissioning Authority (NDA), autre organisme de réglementation indépendant. La NDA supervise aussi la gestion des déchets nucléaires.

### Processus de certification des nouveaux réacteurs nucléaires
Le GDA (Generic Design Assessment, en français : évaluation générique de la conception), est le processus de certification. C’est une démarche volontaire de l’entreprise qui souhaite faire valider le design du réacteur par l’autorité de sûreté britannique.
Le GDA se déroule en quatre étapes :
- étape 1 : mise en place du processus (déroulement et attentes de l’autorité de sûreté) ;
- étape 2 : évaluation technique globale de la conception ;
- étape 3 : évaluation de la sûreté et de la sécurité ;
- étape 4 : analyse des éléments et études justificatifs[8].

## Centrales nucléaires en service
En 2021, la production d'électricité d'origine nucléaire s'élevait à 14,8 % de l'électricité produite au Royaume-Uni.
Le 3 février 2023, le Royaume-Uni compte 9 réacteurs nucléaires opérationnels, répartis sur 4 sites (8 réacteurs AGR et un REP, tous exploités par EDF Energy) pour une capacité nette de 5 883 MWe, et 2 EPR en construction à Bridgwater (centrale nucléaire d'Hinkley Point). Par ailleurs 36 réacteurs sont à l'arrêt définitif.

## Réacteurs arrêtés définitivement et en cours de démantèlement
La Nuclear Decommissioning Authority (NDA), créée en avril 2005, supervise et gère le démantèlement des anciennes installations nucléaires du Royaume.

## Incidents et accidents

### Windscale - Accident de 1957
L'accident se produit dans l'un des réacteurs graphite gaz à uranium naturel du site. Lors d'une opération d'entretien du graphite, un incendie nucléaire se produit et dure plusieurs jours, pendant lesquels des produits de fission, essentiellement 740 téra-becquerels (740 mille milliards de becquerels) d'iode 131, sont rejetés à l'extérieur. Le nuage radioactif parcourt ensuite l'Angleterre, porté par les vents, puis touche le continent sans que la population ne soit avertie.  L'accident de Windscale se classe au niveau 5 sur l'échelle internationale des événements nucléaires (INES).
Après cet accident, Windscale est débaptisé et devient Sellafield.

### Chapelcross (Dumfries et Galloway) - Fusion partielle du cœur en mai 1967
En 1967, le réacteur no 2 a connu une fusion partielle, lorsqu'un assemblage combustible a été partiellement bloqué en raison de la présence de débris de graphite. Le combustible a alors surchauffé et le revêtement s'est rompu, entrainant un dépôt de contamination dans le cœur. Le réacteur affecté a été redémarré en 1969 après nettoyage. Des fusions similaires se sont produites sur les réacteurs français de St Laurent A1 et A2, de conception comparable, en 1969 et 1980.

### Sellafield (ex-Windscale) - Accident de 2005
Le 19 avril 2005, 83 000 litres de solution radioactive furent découverts dans une pièce en béton armé (conçue afin de recueillir les fuites) à l’usine de traitement de Thorp à la suite d'une fuite dans une canalisation. Malgré la quantité importante de matière radioactive découverte (22 tonnes de combustible nucléaire dont 160 kg de plutonium), l'enquête a estimé que la concentration était insuffisante pour déclencher un accident de criticité. L'évènement a été classé au niveau 3 sur l'échelle internationale des événements nucléaires (INES),.

### Dungeness B
Le 29 juin 2009, lors des opérations de renouvellement du combustible de la centrale de Dungeness-B1, une mesure inadéquate (utilisation de materiau interdit) prise par l’équipe d’exploitation a affaibli la protection contre un potentiel accident de criticité. Il n'y a pas eu de rejet ni d'endommagement d'élément combustible. Cet incident a été classé au niveau 2 de l'échelle INES.

## Traitement des déchets
Les déchets nucléaires britanniques sont traités dans le complexe nucléaire de Sellafield situé sur la côte de la mer d'Irlande dans le comté de Cumbria au nord-ouest de l'Angleterre.

## Opinion publique
En octobre 2011, plus de deux cents manifestants ont bloqué le site d'Hinkley Point C pour protester contre le projet d'EDF Energy de construire deux nouveaux réacteurs.
En janvier 2012, trois cents manifestants anti-nucléaires sont descendus dans les rues de Llangefnia, contre le projet de construction d'une nouvelle centrale nucléaire à Wylfa.
Après une chute de 12 % à la suite de Fukushima, les opinons favorables à l'énergie nucléaire sont rapidement remontées et en juillet 2012, un sondage YouGov a révélé que 63 % des sondés s'accordaient pour que l'énergie nucléaire fasse partie du mix énergétique du Royaume (61 % en 2010) ; l'opposition au nucléaire est tombée à 11 %.
En février 2013, un sondage YouGov publié dans le Sunday Times a constaté que le nucléaire était le choix le plus populaire pour répondre aux besoins énergétiques futurs de la Grande-Bretagne,.

## Nouveaux projets / rentabilité du nucléaire

### Aspects technico-économiques
La politique actuelle du gouvernement britannique impose que la construction de nouvelles centrales nucléaires au Royaume-Uni soit pilotée et financée par le secteur privé. Cela transfère la responsabilité de tels projets à l'investisseur-exploitant, tout en réduisant (sans l’éliminer) la participation du gouvernement ainsi que son implication à long terme (licence / autorisation d’exploitation, déconstruction et déchets nucléaires).
En janvier 2008, le gouvernement britannique indique qu'il prendra des mesures pour encourager les opérateurs privés à construire de nouvelles centrales nucléaires afin de répondre aux futurs besoins énergétiques tout en déclarant qu'il n'y aura pas de subventions pour l'énergie nucléaire. Le gouvernement espère que la première centrale sera opérationnelle avant 2020 afin de prendre la relève des centrales nucléaires actuelles vieillissantes.
En mai 2008, selon le Times, Wulf Bernotat (PDG d’E.ON) déclare que le coût de chaque nouvelle centrale nucléaire au Royaume-Uni pourrait atteindre 6 milliards d’euros (4,8 milliards de livres sterling), soit beaucoup plus que l'estimation du gouvernement (2,8 milliards de livres). Le remplacement des dix centrales nucléaires britanniques pourrait donc atteindre 48 milliards de livres sans compter le coût de la  déconstruction des réacteurs mis à l'arrêt ni celui du traitement des déchets nucléaires.
En 2010, le Daily Telegraph rapporte que des incitations supplémentaires sont nécessaires pour convaincre les entreprises privées de construire des centrales nucléaires au Royaume-Uni: garantie du prix du kWh « propre » (sans CO2), garantie d’évacuation de la production, etc..
En juin 2012, l’Institute for Public Policy Research (en), dans une étude commanditée par EDF suggérait que la construction de 18 GW de capacité de production d’électricité d’origine nucléaire au Royaume-Uni, avec plus de 10 nouveaux réacteurs, pourrait créer entre 16 250 et 21 250 emplois supplémentaires, et permettre au Royaume-Uni de se lancer sur le marché international de l'énergie nucléaire.  L' Institute of Directors (en) a également publié un rapport affirmant que l'énergie nucléaire est un moyen « propre, bon marché et sûr » pour produire de l'électricité (avec 84 % de ses membres en faveur de la construction de nouvelles centrales nucléaires au Royaume-Uni).
Cependant selon le Times, le coût de construction de chaque réacteur EPR UK est passé à 7 milliards de livres (8.6 milliards d'euros), ce que les analystes de Citigroup considèrent comme commercialement non viable pour le secteur privé, le coût de production passant à 16.6p/kWh (0,204 euros/kWh).

### Projet de réacteurs ABWR
Le 29 mars 2012, E.ON et RWE power, qui ont formé la coentreprise Horizon Nuclear Power (en) dans le but d’investir dans la construction de centrales nucléaires au Royaume-Uni, annoncent qu'ils ne souhaitent plus développer de tels projets. Le 29 octobre 2012, Hitachi acquiert Horizon Nuclear Power pour environ 700 millions de livres et annonce son intention de construire deux ou trois centrales de 1 350 MWe de type ABWR (réacteur à eau bouillante) à Oldbury et Wylfa. Cependant, auparavant, Hitachi devra faire valider et certifier ce type de réacteur ce qui pourrait prendre environ quatre ans,.
L'Office for Nuclear Regulation (ONR, l'autorité de sûreté britannique) a approuvé mi-décembre 2017 le design du réacteur à eau bouillante ABWR pour la centrale de Wylfa Newydd.
La décision finale d'investissement concernant les 2 nouveaux réacteurs de Wylfa (2,7GW), est prévue par Hitachi en 2019 pour une mise en exploitation envisagée dans les années 2020.

### Projet de réacteurs EPR
En janvier 2009, British Energy est rachetée pour environ £ 12 milliards par EDF Energy (filiale d'Électricité de France). EDF Energy s’associe à Centrica (société mère de British Gas et opérateur majeur au Royaume-Uni en ce qui concerne les centrales gaz à cycle combiné et les énergies renouvelables) dans une répartition 80/20 pour la construction de nouvelles centrales nucléaires de type EPR au Royaume-Uni.
Le 4 février 2013, Centrica se retire du projet EPR anglais.
Fin 2013, après près de cinq années d'études contradictoires avec les concepteurs, les régulateurs britanniques (Office for Nuclear Regulation et Environment Agency) ont certifié la conception de l'EPR par rapport à leurs préconisations relatives aux aspects de sûreté, sécurité et environnement. Par ailleurs, depuis l’obtention du permis de construire l’EPR en Grande-Bretagne début 2013, tous les obstacles administratifs britanniques sont levés.

#### Hinkley Point C
Le 21 octobre 2013 est officialisé l'accord commercial entre EDF et le gouvernement britannique sur le prix de vente du killowatt-heure nucléaire produit par le futur EPR. Le 8 octobre 2014, la Commission européenne valide cet accord, le montant des coûts de construction de la Centrale d'Hinkley Point C (2 réacteurs EPR) est estimé à 31,2 milliard d'euros et la mise en service du premier réacteur est annoncée pour 2023.
Le 28 septembre 2016, EDF, le gouvernement anglais et CGNPC signent le contrat de construction de deux réacteurs nucléaires à Hinkley Point. EDF supportera 66,5% de l'investissement et son partenaire chinois CGN 33,5%.
Les travaux débutent en 2016 avec un premier béton (fondations du bâtiment réacteur) prévu en 2019 (date officielle de début de construction prise en compte par l'AIEA),,.
En juillet 2017, EDF annonce un surcoût de 1,5 milliard de livres ; la livraison est prévue pour fin 2025 au plus tôt.
En mars 2018, le chantier mobilise déjà 3 000 personnes et devrait réunir plus de 5 000 personnes en période de pointe.
Le coulage des fondations du bâtiment réacteur qui marque le début officiel de la construction de la 1ère tranche, a lieu le 11 décembre 2018,. La construction de la deuxième tranche a officiellement débuté le 12 décembre 2019. EDF et son partenaire chinois CGN ont annoncé le 1er juin 2020 l'achèvement du radier (dalle de béton) sur lequel reposera le réacteur n°2 ; le calendrier fixé plus de quatre ans auparavant a été respecté.

#### Sizewell C
En mai 2020, EDF dépose une demande d’approbation du projet Sizewell C ; le processus devrait prendre au moins 18 mois avant que le gouvernement ne prenne la décision finale. La nouvelle centrale sera une quasi-réplique d’Hinkley Point C afin de profiter du retour d’expérience, réduisant coûts et risques pour le projet. Elle créera 25 000 opportunités d'emploi, 70 % des investissements seront dépensés au Royaume-Uni.
En novembre 2022, le gouvernement britannique reprend les parts du chinois CGNPC et monte à 50 % dans le projet Sizewell C. En cas de décision finale d'investissement, EDF ne gardera donc qu'une participation minoritaire (d'un maximum de 20%).
Début 2024, le gouvernement débloque 1,3 milliard de livres supplémentaires pour soutenir la construction avant la décision finale d'investissement. À la suite de ce déblocage, un feu vert formel pour le début des travaux est donné le 15 janvier 2024.
Le 15 avril 2024, Framatome signe le contrat de construction des deux réacteurs EPR.

### Projet de réacteurs AP1000
En janvier 2014, Toshiba remplace Iberdrola et prend 60 % dans le consortium NuGen dont GDF Suez garde 40 %. Toshiba est propriétaire du fabricant américain de réacteurs AP1000 Westinghouse, l’un des principaux concurrents d’Areva. Le  réacteur AP1000 de Toshiba avait obtenu une certification provisoire mais incomplète fin 2011. Le projet Nugen vise à construire 3 réacteurs de type AP1000 au nord-ouest de l'Angleterre (West Cumbria), avec une première mise en service en 2024,,.
En juillet 2017, ENGIE (ex GDF Suez) vend sa participation à Toshiba. 
Le 8 novembre 2018 Toshiba annonce l’abandon de son projet de construction de centrales nucléaires au Royaume-Uni et la liquidation de NuGen.

### Projet de réacteur Hualong-1 ou HPR 1000
À la demande du gouvernement britannique, le processus de certification réglementaire d'un réacteur Hualong-1 est lancé en janvier 2017 par le GNS (coentreprise CGNPC / EDF). L’échéancier visée pour les quatre phases de ce processus britannique de Generic Design Assessment (GDA) est d’environ cinq ans. En novembre 2017, l'Office for Nuclear Regulation (ONR, l'autorité de sûreté britannique) et l'Environment Agency (en) (EA, l’agence britannique pour la protection et l’amélioration de l’environnement) annoncent qu’ils passent à la deuxième phase, qui concerne l’évaluation technique du réacteur,. À la suite de la validation de la phase 2, la phase 3 (évaluation de la sûreté et de la sécurité) du processus débute en novembre 2018,.
En février 2022, la conception du réacteur est validée par l’autorité de sûreté et l’agence environnementale britanniques,. L'objectif principal de CGNPC est atteint avec l'aide du partenaire EDF : le modèle de réacteur Hualong-1, est validé pour la première fois par une autorité de sûreté occidentale.
Fin 2022, le projet de construction d'un réacteur hualong-1 sur le site de la centrale nucléaire de Bradwell est annulé à la suite de l'exclusion du partenaire chinois CGNPC par le nouveau premier ministre britannique, Rishi Sunak.